# Ivan Stanislav Burović Zmajević
Ivan Stanislav Burović Zmajević (1780. – 1847.), hrvatski lokalni političar u doba Habsburške Monarhije i plemić.

## Životopis
Rođen u poznatoj hrvatskoj pomoračkoj obitelji iz Perasta Burovićima. Studirao je pravo koje nije završio. Bio je austrofilski orijentiran što mu je omogućilo obnašanje odvjetničke prakse u Kotoru.
Kad su Napoleonovi Francuzi došli na vlast u Boku, pretpostavlja se da je 1808. ovaj Burović bio pokrajinski delegat u Kotoru. Bio je i član kotorske masonske lože, no već 1812. javno se odrekao masonstva. Budući da je odbio prihvatiti položaj zapovjednika građanske straže, francuski vojni zapovjednik u Kotoru J. J. Gauthier zatočio ga je 1813. godine. Kad su Francuzi otišli siječnja 1814., oslobođen.
U međuvlašću je za privremene vlade (Središnje komisije) dviju ujedinjenih pokrajina Crne Gore i Boke kotorske, bio među Bokeljima koji su nastojali oko uspostave austrijske vlasti u Boki kotorskoj.
Dolaskom Austrijanaca, obnašao je dužnost intendanta carske i kraljevske privremene intendance u Kotoru 1814. godine, dok Boka kotorska još nije bila službeno pripojena Habsburškoj Monarhiji. 1820. godine obnašao je dužnost okružnog komesara u Zadru.
Brat Ivana Nikole Burovića Zmajevića, sin Ivana Krstitelja Vicka Burovića Zmajevića, unuk pukovnika i nadintendanta hercegnovskoga područja Grgura Stanislava i Marije, kćeri ruskog admirala Matije Zmajevića. Ivan Nikola i Ivan Stanislav i njihov otac prvi su u lozi Burovića koji su uzeli dvojno prezime (Burović Zmajević), da bi zadržali i naslijedili imetak obitelji Zmajevića koja je izumrla u muškoj lozi.
Austrijske vlasti potvrdile su mu plemstvo 1829. i 1838. godine.
Autor soneta na talijanskom.